# Droste Verlag
Droste Verlag est un éditeur de livres allemand à vocation régionale de Düsseldorf. Il est fondé en 1933 par Heinrich Droste (de).

## Histoire
En 1921, le journaliste économique Heinrich Droste fonde une société d'édition de journaux sous le nom d'Industrie-Verlag und Druckerei AG à Düsseldorf. Elle édite notamment le Düsseldorfer Stadt-Anzeiger.
En 1933, il fonde ce qui est aujourd'hui la maison d'édition de livres de fiction. Tout commence avec la prépublication du roman Die Feuerzangenbowle (de) de Heinrich Spoerl (de) dans le quotidien de l'éditeur, Der Mittag (de). Parmi les premiers auteurs du programme d'édition figurent notamment Hans Müller-Schlösser (de) et Alfred Schmidt-Hoepke (de). Malgré l'appartenance de Heinrich Droste au parti NSDAP, une atmosphère libérale règne dans la maison d'édition. Après l'interdiction du journal KPD Freiheit et de la Volkszeitung (SPD), l'éditeur reprend les typographes et les imprimeurs de ces journaux. La sœur de Droste, Hulda Pankok (de), est la rédactrice en chef de l'éditeur. Pendant l'ère national-socialiste, presque exclusivement des auteurs étrangers sont publiés dans le domaine de la fiction. Dans certains cas, les Juifs à l'étranger se sont vu confier des traductions d'œuvres. De 1936 à 1969, la maison d'édition opère sous le nom de Droste Verlag und Druckerei KG.
S'efforçant de se réconcilier avec l'histoire, la maison d'édition publie les œuvres révolutionnaires d'Alan Bullock (Hitler. Eine Studie über Tyrannei) et Fritz Fischer (Griff nach der Weltmacht). Des biographies et des mémoires sur des personnages tels que Charles de Gaulle, Werner Forssmann, Claus Schenk Graf von Stauffenberg et Manfred von Ardenne sont publiés. Le programme comprend également les écrivains suivants : Hugo Hartung, Irmgard Keun, Alexander Spoerl (de) et Ehm Welk (de).
Après le décès d'Heinrich Droste en 1958, son fils Manfred Droste (mort en 2021) reprend l'entreprise. Des livres illustrés sont publiés, notamment avec Eugen Roth et Hans Habe (de). Pendant cette période, Droste reprend le respecté éditeur de photos Wilhelm Knapp (de). Depuis 1970, Droste Verlag est connu sous le nom de Droste Verlag GmbH. Il existe une coopération étroite avec des institutions scientifiques telles que la Commission historique du parlementarisme et des partis politiques (de), les Archives fédérales, la Fondation Konrad-Adenauer, l'Agence fédérale pour l'éducation civique et l'Institut Heinrich-Heine. Des auteurs tels que Stephan Harbort (de), Avi Primor, Joachim Bitterlich, Walter Brune (de) et Walter Riester publient leurs livres chez Droste. En 2002, Felix Droste devient directeur général. En 2015, Jürgen Kron rejoint la maison d'édition de Düsseldorf en tant que directeur général.

## Programme
Le Droste Verlag publient entre autres des biographies, des ouvrages régionaux et des écrits scientifiques sur l'histoire et l'histoire contemporaine.
Dans le domaine scientifique, paraissent entre autres les séries de publications Forschungen und Quellen zur Zeitgeschichte de la Fondation Konrad-Adenauer et diverses séries de la Commission pour l'histoire du parlementarisme et des partis politiques ainsi que des publications des Archives fédérales.
En outre, des volumes sont publiés par la Société d'histoire rhénane, l'Institut Heinrich-Heine, le Mémorial de Düsseldorf (de), le Musée de la ville de Düsseldorf et le Centre d'histoire militaire et des sciences sociales de la Bundeswehr (de).
Auteurs au programme de la maison d'édition : biographies de, entre autres : Elisabeth von Plotho (de), Manfred von Ardenne, Asher Ben-Natan (de) et Dorothee Achenbach ; fictions de, entre autres : Heinrich Spoerl (de), Jens Prüss (de), Hans Müller-Schlösser (de) et Lotte Minck ; livres de non-fiction (histoire, politique, connaissances) de, entre autres :  Bernhard Horstmann (de), Michel Bar-Zohar et Cornelius Hartz (de) ; des régions (Aix-la-Chapelle, Düsseldorf, Bas-Rhin, région de la Ruhr, etc.)  de, entre autres : Manuel Andrack (de) et Michael Moll (de). Les autres catégories comprennent les loisirs, les livres-cadeaux, les livres pour enfants, les thrillers, l'art, les dialectes et les volumes sur la ville.

## Divers
Droste Verlag est membre de l'IG Regionalia de l'association allemande du commerce du livre (de), Jürgen Kron étant le porte-parole adjoint.